# Marnon Busch
Marnon Busch, né le 8 décembre 1994 à Stade en Allemagne, est un footballeur allemand qui évolue au poste d'arrière droit au FC Heidenheim.

## Biographie

### Débuts professionnels
Natif de Stade en Allemagne, Marnon Busch est formé par le Werder Brême. Il joue son premier match en professionnel le 17 août 2014, lors d'une rencontre de coupe d'Allemagne face au FV Illertissen. Il entre en jeu à la place de Cédric Makiadi et son équipe s'impose par trois buts à deux ce jour-là. Le 23 août suivant, Busch joue son premier match de Bundesliga, face au Hertha Berlin. Il entre en jeu à la place d'Izet Hajrović et les deux équipes font match nul (2-2).
En juin 2016, Marnon Busch est prêté pour une saison au TSV 1860 Munich, club évoluant alors en deuxième division allemande.

### FC Heidenheim
En juin 2017 est annoncé le transfert de Marnon Busch au FC Heidenheim, avec qui il signe un contrat de trois ans. Le club évolue alors en deuxième division. Il joue son premier match sous ses nouvelles couleurs le 12 août 2017, lors d'une rencontre de coupe d'Allemagne face au SpVgg Unterhaching. Il est titularisé lors de cette rencontre remportée par son équipe sur le score de quatre buts à zéro.
Le 4 juillet 2019, Marnon Busch prolonge son contrat avec le FC Heidenheim pour quatre ans supplémentaires, le liant au club jusqu'en juin 2023.
Busch retrouve la Bundesliga avec Heidenheim en entrant en jeu le 19 août 2023, lors de la première journée de la saison 2023-2024, face au VfL Wolfsburg. Son équipe est battue par deux buts à zéro ce jour-là.

## Palmarès
FC Heidenheim
- Championnat d'Allemagne D2
  - Champion : 2023